# Litér
Litér è un comune dell'Ungheria di 2.064 abitanti (dati 2008). È situato nella contea di Veszprém.